# Диво-парк
«Диво-парк», «Чудо-парк» (англ.  Wonder Park) — іспано-американський повнометражний анімаційний фільм.
Світова прем'єра мультфільму відбулася 13 березня 2019 року, в Україні — 21 березня в 2D і 3D. У цьому ж році дебютує телесеріал, оснований на цьому мультфільмі. Він вийде на телеканалі Nickelodeon, тим самим зробить його третім анімаційним фільмом після «Пригоди Джиммі Нейтрона: хлопчика-генія» і «Роги і копита».

## Сюжет
Дівчинка Джун придумує свій парк. Після того, як її мама захворіла, вона забула про свій парк і поїхала в табір. Після цього вона випадково потрапила в парк і дізналася від героїв парку те, що парк захопили Зломавпочки.

## В ролях
- Міла Куніс
- Дженніфер Гарнер
- Метью Бродерік
- Джефрі Тембор
- Кен Жонг
- Кенан Томпсон
- Джон Олівер
- Бріанна Денскі
- Софія Малі
- Кеннет Бауер
- Адам Севані

## Виробництво
10 листопада 2015 року Paramount Animation оголосила про виробництво наступного анімаційного фільму, який отримав назву «Парк розваг». Однак 12 квітня 2018 року назва була змінена з «Парку розваг» на «Парк Див». Аніматором виступить колишній аніматор Pixar Ділан Браун.

## Телесеріал
До виходу фільму Paramount Animation оголосила, що серіал оснований на фільмі вийде 2019 року після релізу фільму.

## Музика
Музику для Wonder Park зробив композитор Стівен Прайс. Альбом вийшов 8 березня 2019 року. Grace VanderWaal записав пісню 'Hideway' для фільму.